# 牛島洋太郎
牛島 洋太郎（うしじま ようたろう、1936年7月30日- ）は佐賀県佐賀市出身の実業家。サッカーJ2サガン鳥栖を運営するサガンドリームスの元代表取締役社長。

## 略歴・人物
- 佐賀県立佐賀高等学校から東京経済大学経済学部に進む。卒業後、国内は高度成長期で旅行ブームに沸いていたことから、大学の先輩などと佐賀M・S観光を設立し同社へ入社。徐々に販路の開拓に成功したものの大手との企業体力の差は明らかであり、1967年には福岡ヤクルト販売株式会社に転職する。
- 同社では赤字に苦しんでいた海外法人の建て直しなどに手腕をふるい、専務取締役、顧問を歴任した後、2000年に引退。ボランティア活動などで第2の人生を送っていたところ、高校時代にサッカー部の先輩だったサガン鳥栖の中村安昭社長から、サガンが運営スタッフを募集していることを聞き、地元の佐賀県に恩返しがしたいとの思いから株式会社サガン鳥栖に営業スタッフとして入社する。
- その後運営会社がサガンドリームスとなってからも引き続き営業を担当。2006年には執行役員、さらに2009年に代表取締役社長に就任した。2011年5月、任期満了による退任が発表された。
- 社長退任後は使用済みのサッカーシューズをリペアして途上国の子どもたちに贈る「サッカーシューズリペアプロジェクト」を発案し、活動を行なっている。